# Riforma municipale groenlandese del 2009
La riforma municipale groenlandese del 2009 è una riforma amministrativa con la quale la Groenlandia dal 1º gennaio 2009 è passata da 18 a 4 comuni e da 3 contee ad 1 regione (la Groenlandia stessa). È simile alla Riforma municipale danese del 2007, con cui la Danimarca è passata da 271 comuni a 98 e da 13 contee a 5 regioni.

## Suddivisioni precedenti la riforma

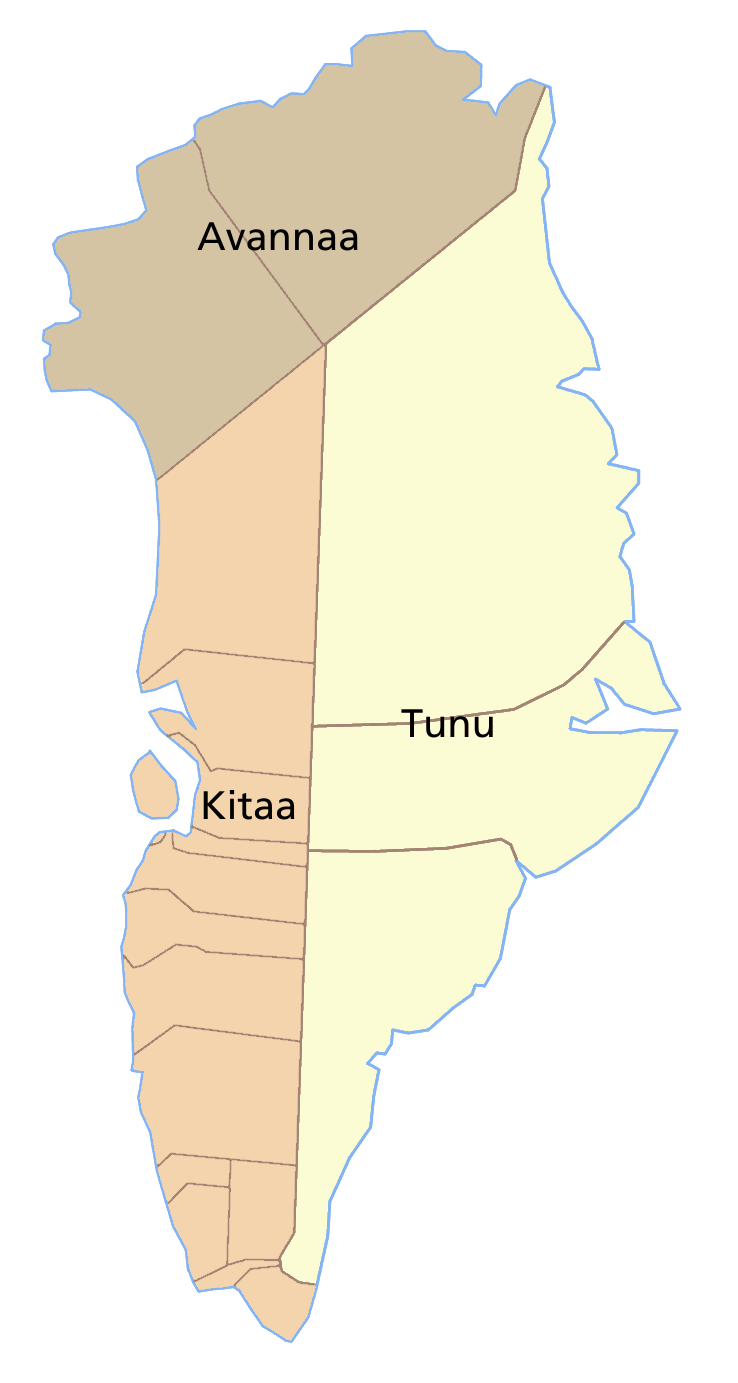
La suddivisione della Groenlandia in contee e comuni dal 1972 al 2008

Il 18 novembre 1950 la Groenlandia fu divisa in 3 contee: Kitaa o Vestgrønland (Groenlandia Occidentale), Tunu o Østgrønland (Groenlandia Orientale) e Avannaa o Nordgrønland (Groenlandia Settentrionale); a sua volta Kitaa fu divisa in 16 comuni, da sud a nord: Nanortalik, Qaqortoq, Narsaq, Ivittuut, Paamiut, Nuuk, Maniitsoq, Sisimiut, Kangaatsiaq, Aasiaat, Qasigiannguit, Ilulissat, Qeqertarsuaq, Vaigat, Uummannaq e Upernavik. Il 1º gennaio 1963 anche le altre due contee furono suddivise in comuni: la parte di Tunu che non era coperta dal Parco nazionale della Groenlandia nordorientale fu divisa in due comuni, Ammassalik e Ittoqqortoormiit, mentre la parte di Avannaa libera dal parco divenne un unico comune, Qaanaaq; all'interno del comune di Qaanaaq il villaggio di Pituffik rimase territorio extracomunale, poiché ospitava la Base Aerea Thule, base aerea militare ancora oggi affittata agli Stati Uniti dalla Danimarca per 300 milioni di dollari all'anno. Nel 1972 il comune di Vaigat fu soppresso e il capoluogo Qullissat divenne disabitato; il vecchio comune fu assorbito da quello di Qeqertarsuaq, che giunse così a coprire tutta l'isola di Disko.
La suddivisione della Groenlandia in 3 contee, 18 comuni e 2 aree non incorporate (il Parco nazionale della Groenlandia nordorientale e Pituffik) rimase la stessa per 36 anni, dal 1972 al 2008.

## Effetti della riforma

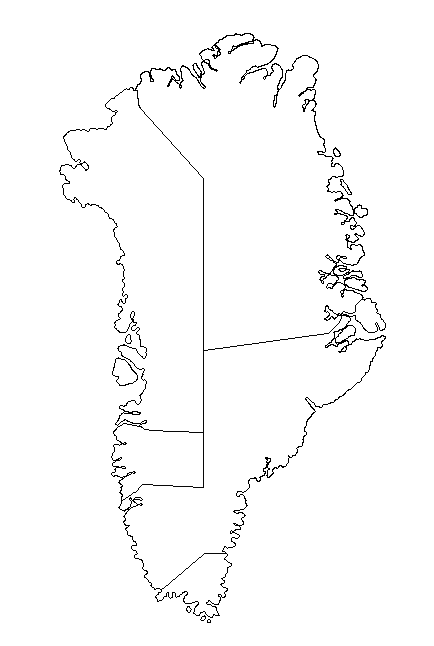
Suddivisione in comuni della Groenlandia fino al 2018

Il 1º gennaio 2009 la Groenlandia ha dato il via ad un processo di fusione dei vecchi comuni, riducendoli a 4:
- Kujalleq, che è nato dalla fusione dei comuni di Nanortalik, Qaqortoq e Narsaq ed occupa la punta meridionale della Groenlandia;
- Sermersooq, che ha unificato tre comuni della Groenlandia Occidentale (Ivittuut, Paamiut e Nuuk) e i due della Groenlandia Orientale (Ammassalik e Ittoqqortoormiit). È il comune più vasto dell'isola e del mondo, con una superficie di 531 900 km²;
- Qeqqata, nato dalla fusione dei comuni di Maniitsoq e Sisimiut;
- Qaasuitsup, che occupa tutta la costa nordoccidentale della Groenlandia, essendo l'unione del comune di Qaanaaq (l'unico comune dell'ex contea di Avannaa) e di tutti i comuni dell'ex contea di Kitaa a nord di Sisimiut (Kangaatsiaq, Aasiaat, Qasigiannguit, Ilulissat, Qeqertarsuaq, Uummannaq e Upernavik). Il 1º gennaio 2018, Qaasuitsup è stato suddiviso in due nuovi comuni: Avannaata (522 700 km²) e  Qeqertalik (62 400 km²).

Il Parco nazionale della Groenlandia nordorientale e Pituffik non sono stati interessati dalla riforma.